# Marie Thérèse Péroux d’Abany
Marie Thérèse Péroux d’Abany (* 1753 in Rouen; † 24. März 1821 in Saint-Germain-en-Laye) war eine französische Schriftstellerin.
Ihre Ehe mit dem gewalttätigen und jähzornigen Offizier d’Abany war nicht glücklich. Nach der Trennung von ihrem Gatten ließ sie sich in Saint-Germain-en-Laye nieder. 1821 starb sie im Kloster Saint-Thomas-de-Villeneuve, wo sie ein frommes Leben geführt hatte.
1801 schrieb Madame d’Abany unter dem Titel Seila, fille de Jephté,  juge et prince des Hébreux einen zu Paris erschienenen zweibändigen Bibelroman für junge Mädchen. Gegen Ende des Werks erlebt die extrem tugendsame Tochter eine Himmelfahrt, nachdem sie sich mit ihrem Vater zum Opferplatz begeben hat.
In ihrem Prosagedicht L’Amazone française ou Jeanne d’Arc (2 Bde., 1819 und 1823) lässt die streng katholisch und royalistisch gesinnte Autorin Jeanne d’Arc der Blanka von Kastilien die Französische Revolution, den Tod König Ludwigs XVI. sowie die Regierung Ludwigs XVIII. vorhersagen.